# 西北角

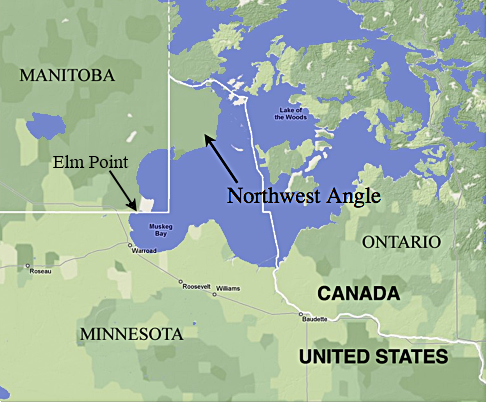
西北角（Northwest Angle）

西北角（Northwest Angle）位處於明尼蘇達州的伍茲湖縣（Lake of the Woods County）北部，是美國除了阿拉斯加州以外唯一位於北緯49度（49th parallel）以北的領土。北緯49度是美國本土48州的北部邊界線，從西岸沿著華盛頓州、愛達荷州、蒙大拿州、北達科塔州和部分明尼蘇達州到西北角，而東岸最北的領土也少於北緯49度。
地圖投影有時製造出緬因州超過北緯49度的錯觉，但在緯線成直線的地圖上並不會造成類似視錯。
和阿拉斯加州、華盛頓州罗伯茨角（Point Roberts）及明尼蘇達州Elm Point一樣，西北角只能乘船或飛機從美國本土前往，或經加拿大陸路進入。
2000年人口調查為152人。
49°23′4.1″N 95°09′12.2″W / 49.384472°N 95.153389°W